# Buntkopf-Papageiamadine
Die Buntkopf-Papageiamadine (Erythrea coloria) ist eine Art aus der Familie der Prachtfinken. Die Art wird gelegentlich als Ziervogel gehalten. Die Art wurde erst 1960 entdeckt. Die Art wird von der IUCN als in geringem Ausmaß gefährdet (near threatened) beschrieben. Sie bildet gemeinsam mit der Dreifarbigen Papageiamadine, der Blaugrünen Papageiamadine und der Papagua-Papageiamadine eine Superspezies.

## Beschreibung
Die Buntkopf-Papageiamadine gehört zu den kleinsten Arten der Prachtfinken und erreicht lediglich eine Körperlänge von 10 Zentimeter. Das Gefieder ist überwiegend grün. Rote, halbmondförmige Abzeichen trennen den blauen Kopf vom sonstigen grünen Federkleid. Die Geschlechter sind sich grundsätzlich ähnlich, allerdings sind die Weibchen etwas weniger kräftig gezeichnet. Auffallend ist vor allem, dass die Ohrflecken etwas kleiner sind und etwas blasser.
Jungvögel sind ohne blaue und rote Färbung am Kopf. Die Kopfseiten sind lediglich matt bläulichgrün und die Kehle ist bräunlich olivfarben. Die Brust und die übrige Körperunterseite ist düster grünlich bis düster grünlich ockerfarben.
Distanzruf und Gesang sind ein Trillern.

## Verbreitung und Lebensweise
Das Verbreitungsgebiet der Buntkopf-Papageiamadine ist die Insel Mindanao, wo sie an Berghängen lebt. Ihr Lebensraum hier sind Lichtungen und Waldränder. Ihre Nahrung besteht aus den Samen von Kräutern, Gräsern und Bambusarten. Von allen Arten der Eigentlichen Papageiamadinen ist sie am stärksten an den Boden gebunden.
Das Gelege besteht aus nur zwei bis drei Eier. Die Nestlingszeit beträgt rund 21 Tage. Nach weiteren 14 bis 21 Tagen sind die Jungen selbständig. Im Alter von etwa vier Monaten durchlaufen sie die Jugendmauser und gleichen danach den Elternvögeln.

## Haltung
Die Buntkopf-Papageiamadine gelangte bereits kurz nach ihrer Erstbeschreibung in den europäischen Vogelhandel. Die ersten Vögel dieser Art kamen im Dezember 1964 nach Zürich, wo sie wenig später auch erfolgreich züchteten. in Großteil der heutigen Zuchtvögel stammt von diesem Ersttransport ab. In den Folgejahren kamen immer wieder Vögel dieser Art in kleiner Stückzahl nach Europa.

## Belege

### Einzelbelege
1. ↑  BirdLife Factsheet, aufgerufen am 23. Juni 2010
2. ↑  Nicolai et al., S. 148
3. ↑  Nicolai et al., S. 148